# Cassagnes (Lot)
Cassagnes ist eine französische Gemeinde mit 174 Einwohnern (Stand 1. Januar 2022) im Département Lot in der Region Okzitanien (vor 2016: Midi-Pyrénées). Die Gemeinde gehört zum Arrondissement Cahors und zum Kanton Puy-l’Évêque.
Der Name der Gemeinde stammt vom lateinischen cassanea (deutsch Eichenwäldchen) ab. Es verweist auf einen früheren Eichenwald, der gerodet wurde, um Platz für Felder und einem Dorf zu machen.
Die Einwohner werden Cassagnais und Cassagnaises genannt.

## Geographie
Cassagnes liegt circa 28 Kilometer nordwestlich von Cahors in der historischen Provinz Quercy an der westlichen Grenze zum benachbarten Département Dordogne.
Umgeben wird Cassagnes von den fünf Nachbargemeinden:
| Loubejac (Dordogne) | Frayssinet-le-Gélat                         |          |
| Montcabrier         | Kompassrose, die auf Nachbargemeinden zeigt | Pomarède |
|                     | Puy-l’Évêque                                |          |

Cassagnes liegt im Einzugsgebiet des Flusses Garonne.
Die Thèze, ein Nebenfluss des Lot, durchquert das Gebiet der Gemeinde.

## Geschichte
Während der Französischen Revolution wurden Cassagnes in die Gemeinde Pomarède eingegliedert. Im Jahre 1867 wurde Cassagnes wieder selbständig.

## Einwohnerentwicklung
Mit der Erlangung der Selbständigkeit im Jahre 1867 war die Einwohnerzahl auf einem Höchststand von 630. In der Folgezeit sank die Größe der Gemeinde bei kurzen Erholungsphasen bis zu den 1960er Jahren auf rund 200 Einwohner. Es folgte eine kurze Wachstumsphase, bevor sich die Zahl der Einwohner auf ein Niveau von rund 200 Einwohnern stabilisierte, das bis heute gehalten wird.
| Jahr      | 1962 | 1968 | 1975 | 1982 | 1990 | 1999 | 2006 | 2011 | 2022 |
| --------- | ---- | ---- | ---- | ---- | ---- | ---- | ---- | ---- | ---- |
| Einwohner | 201  | 234  | 260  | 195  | 212  | 192  | 205  | 204  | 174  |

## Sehenswürdigkeiten

### PfarrkircheSaint-Julien-de-Brioude
Der veraltete Stil der bildhauerisch bearbeiteten Partien des nördlichen Eingangsportals lässt diesen auf das Ende des 11. Jahrhunderts datieren. Die Apsis und ein Teil der Wände des Langhauses sind nicht vor dem frühen 12. Jahrhundert errichtet worden im Einklang mit dem Stil der Kapitelle des Chors. Das westliche Eingangsportal stammt aus dem Ende des 13. Jahrhunderts oder dem Beginn des 14. Jahrhunderts. Umfangreiche Restaurierungsarbeiten fanden am Ende der 1890er Jahre statt, als die Kirche einzufallen drohte.
Das Südportal und die Konsolen der Apsis sind mit geometrischen Motiven, Tieren und menschlichen Köpfen verziert. Zwei Köpfe verschönern außerdem die unteren Enden der äußeren Archivolte des Westportals. Die Kapitelle des Chors zeigen eine weiter ausgearbeitete Skulptur mit zwei Engeln, die eine Mandorla tragen, und den Erzengel Michael und den Drachen am Fenster der Querachse, ein pflanzliches Dekor, das Abendmahl Jesu, die Frauen an der leeren Grabstätte und die Anbetung der Könige auf den Kapitellen an den Doppelbögen und des Triumphbogens.
Die Kirche ist seit dem 19. September 2017 als Monument historique eingeschrieben.
Eine Marienstatue aus dem 18. Jahrhundert, das Altarretabel aus dem 17. Jahrhundert und ein Weihwasserbecken aus dem späten 18. Jahrhundert sind als Monument historique der beweglichen Güter eingeschrieben.

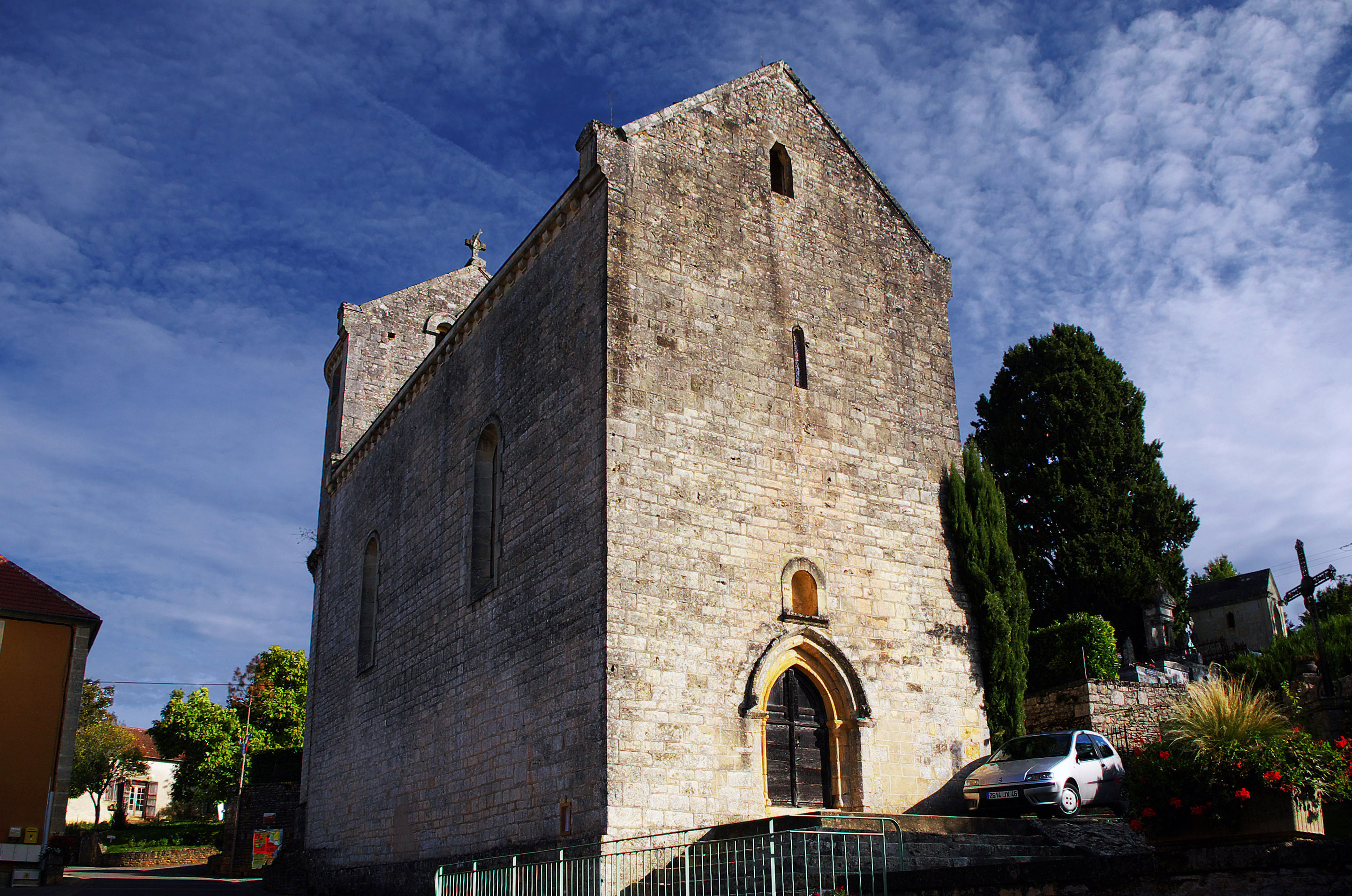
Pfarrkirche Saint-Julien-de-Brioude, Südfassade
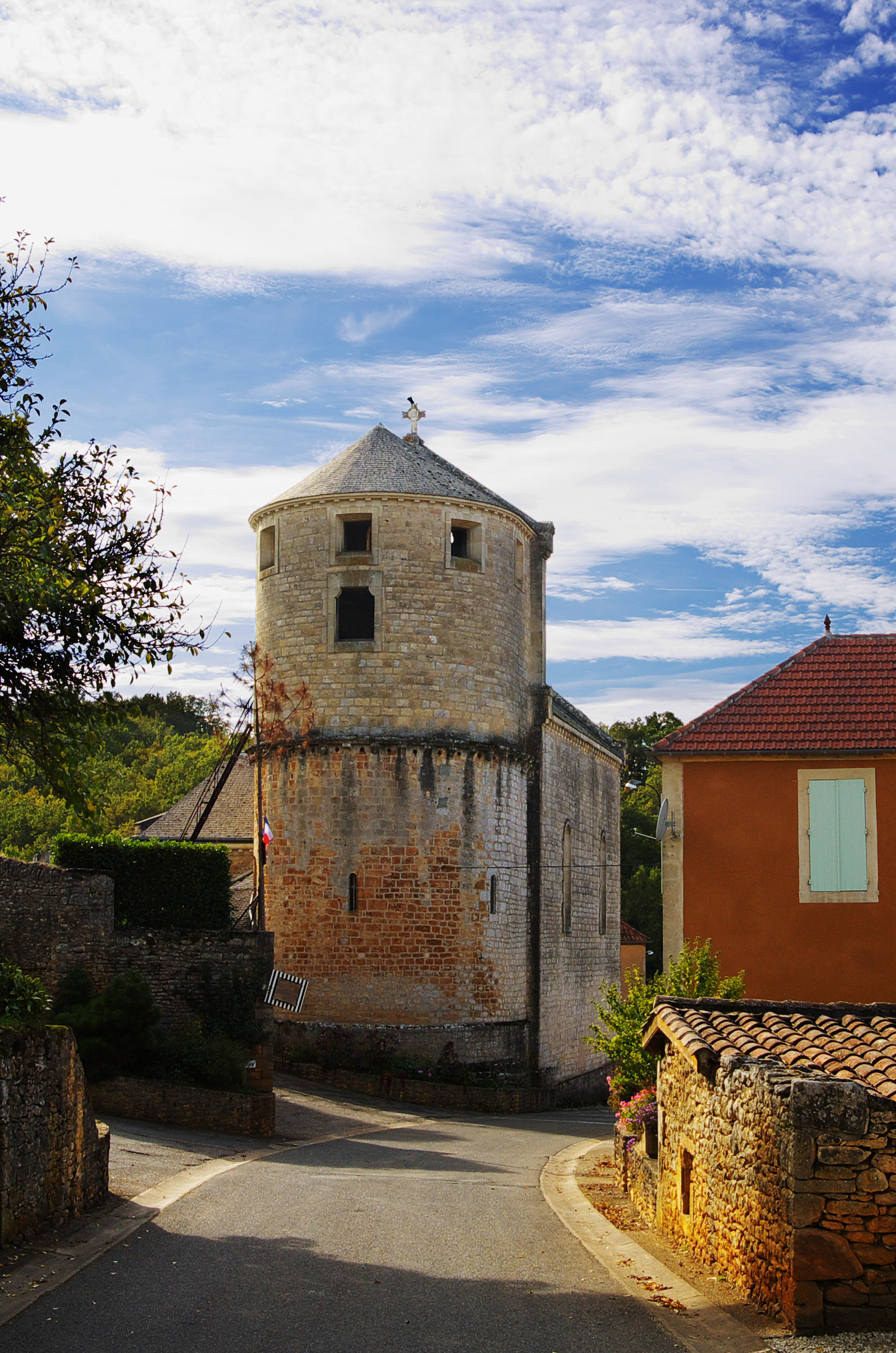
Apsis
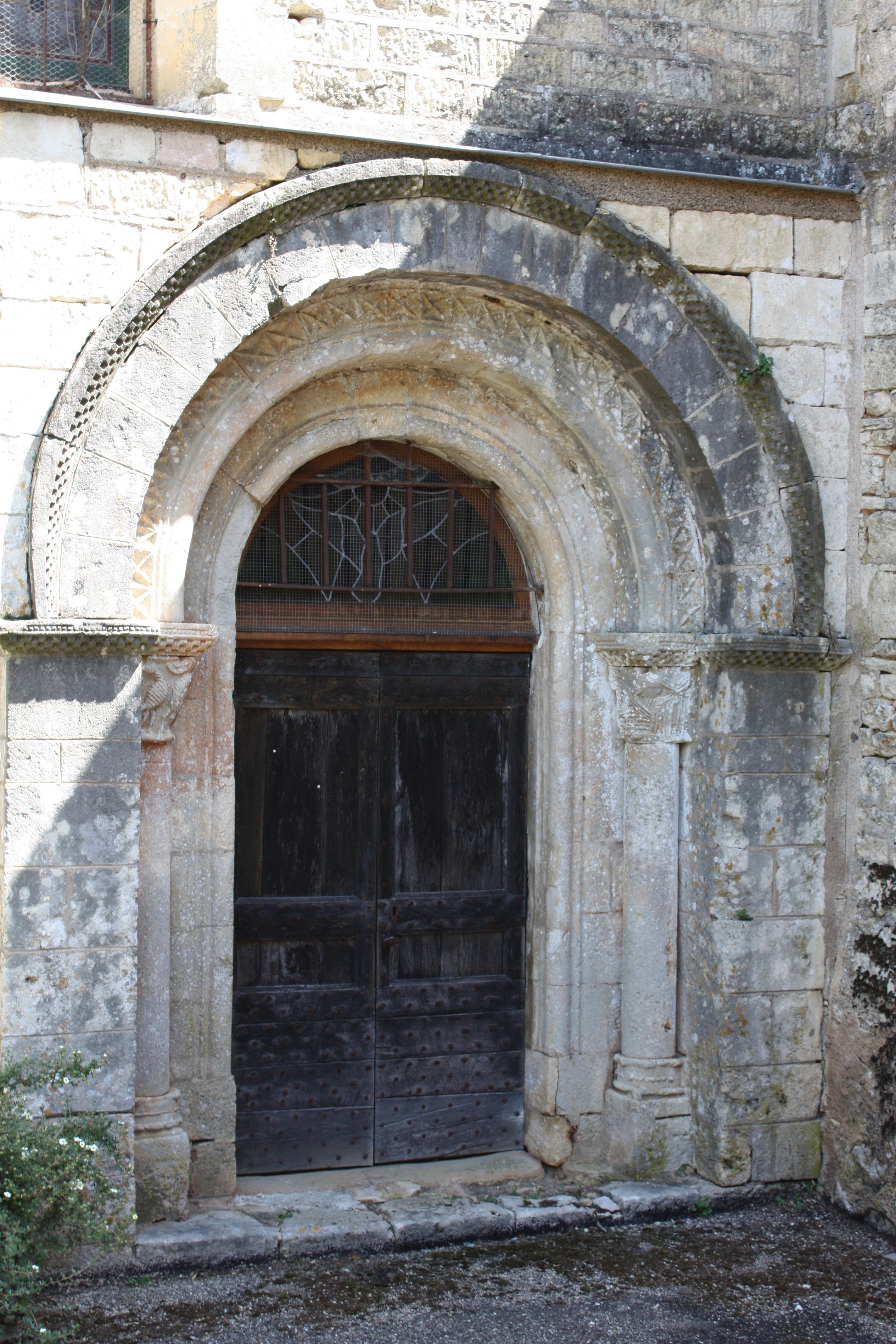
Südportal
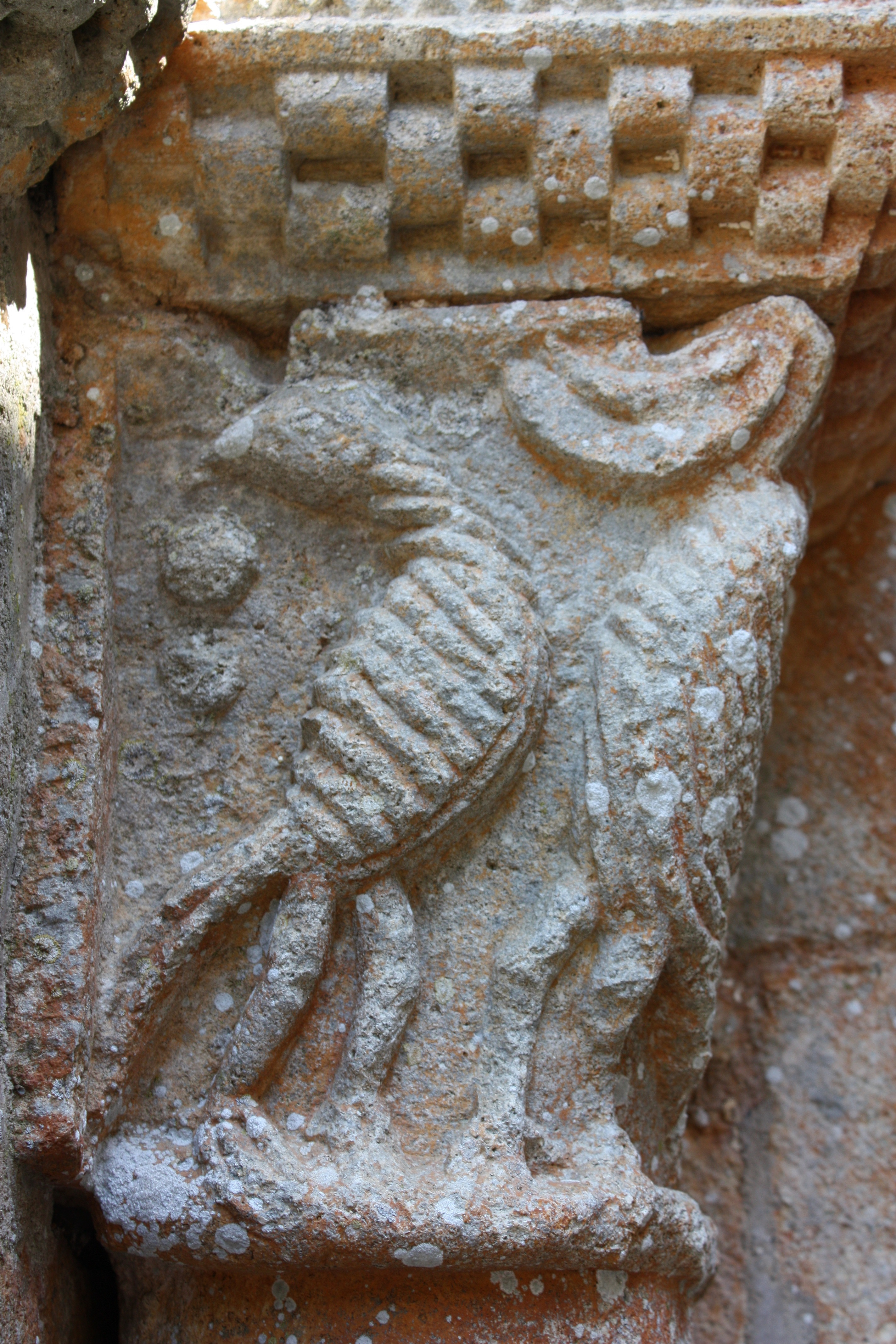
Verzierung am Südportal
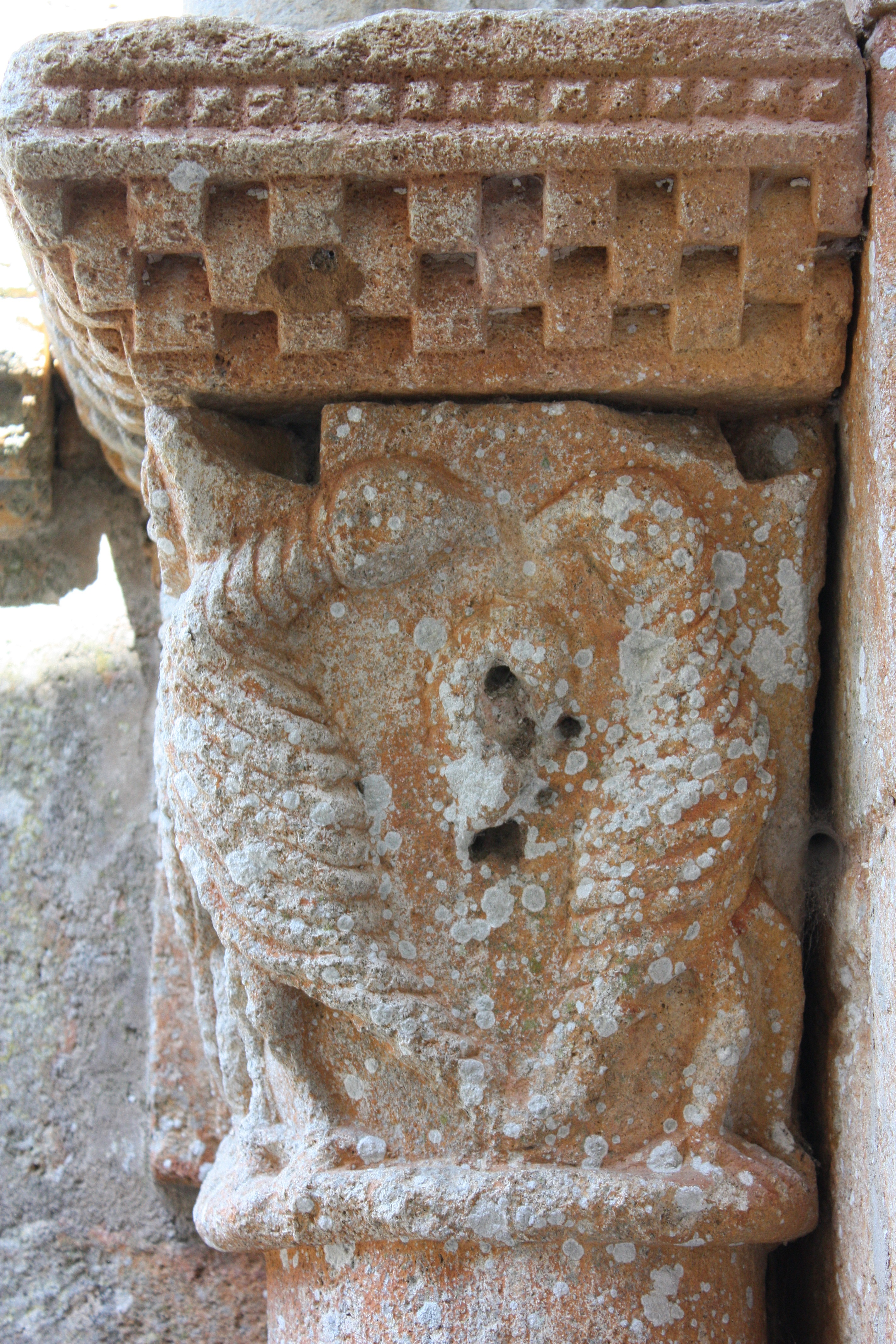
Verzierung am Südportal

### Burgruine Larroque
Sie befindet sich auf ungefähr 100 Meter auf einer leichten Anhöhe über dem Ruisseau de Frayssinet. Ein Feuchtgebiet erstreckt sich auf der Nordseite, aus der eine Quelle am Steilhang außerdem der Befestigungen entspringt. Die Überbleibsel der Burg datieren aus dem 13. oder 14. Jahrhundert. Es könnte sich um den Adelssitz de la Roque in der Gerichtsbarkeit von Montcabrier handeln, der 1504 als Unterlehen des Hauses Cuzorn von Antoine de Luzech verwaltet wurde. Auf der Karte von Cassini von 1750 ist eine Burgruine im Weiler Larroque eingetragen.
Ein natürlicher Steinbogen befindet sich am Eingang der Stätte. Südöstlich davon erstreckt sich eine hohe Wand aus Werk- und Bruchsteinen. Sie ist das wichtigste Überbleibsel eines Gebäudes, dessen andere Wände sehr zerfallen sind. Der Hügel gegenüber dem Standort, nördlich der Route départementale 673, birgt viele Grotten, die von den Bewohnern der Burg genutzt sein könnten, denn es finden sich eine Menge Steine, die von den verschwundenen Bauten stammen können.

## Wirtschaft und Infrastruktur
Cassagnes liegt in den Zonen AOC

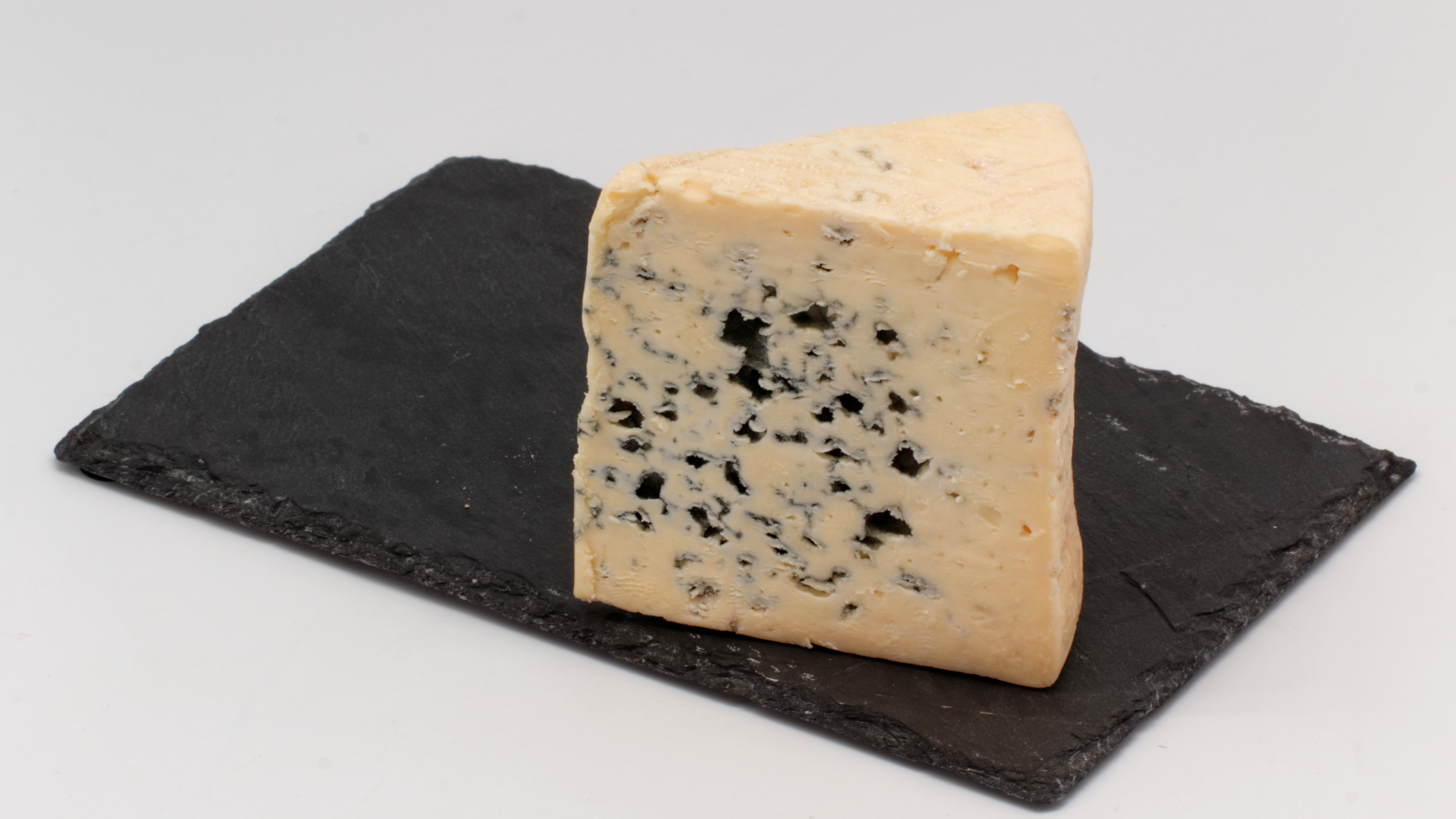
Blauschimmelkäse Bleu des Causses

- des Blauschimmelkäses Bleu des Causses,
- der Noix du Périgord, der Walnüsse des Périgord, und

Logo des Jakobswegs

- des Nussöls des Périgord.[10]

### Sport und Freizeit
Der GR 652, ein Nebenweg des Jakobswegs Via Podiensis über Rocamadour, führt teilweise an der Grenze zu den Nachbargemeinden Pomarède und Puy-l’Évêque entlang.

### Verkehr
Cassagnes ist erreichbar über die Routes départementales 28 und 673, die ehemalige Route nationale 673.